# Yashan yev Leonid Brezhnevy
Yashan yev Leonid Brezhnevy (em armênio/arménio:  Յաշան և Լեոնիդ Բրեժնևը) é um filme de tragicomédia absurda de 2024 escrito e dirigido por Edgar Baghdasaryan. Estrelando Mais Sarkisyan como um armênio aposentado relutante em aceitar a dissolução da União Soviética, imagina conversas com o ex-líder soviético Leonid Brezhnev e outros líderes comunistas.
Foi selecionado como a entrada armênia para o Melhor Longa-Metragem Internacional no 97º Oscar, mas não foi nomeado.

## Enredo
Yasha é um velho aposentado que se lembra de um dos pontos altos de sua carreira: participar como delegado do Partido Comunista da União Soviética em 1976. No entanto, seu futuro parece repulsivo quando ele enfrenta a realidade em que a URSS se dissolveu e então ele tenta se agarrar ao passado. Como parte de sua inépcia para o novo, ele imagina conversas políticas com o ex-líder soviético Leonid Brezhnev e outras figuras comunistas proeminentes. Ao mesmo tempo, Yasha jura lealdade a ele, o que cria problemas para sua família.

## Elenco
- Mais Sarkisyan como Yasha
- Maksim Vitorgan como Leonid Brezhnev
- Lilit Salnazaryan como Valya
- Avital Lvova como Elena Ceausescu
- Georgy Engelgard como Fidel Castro
- Ruzanna Khachatryan
- Arsen Chachoyan
- Nazir Zhukov
- Samad Mansurov
- Irina Abrosimova
- Zita Badalyan

## Lançamento
Teve sua estreia mundial em 10 de julho de 2024, no 21º Yerevan Golden Apricot Yerevan International Film Festival, depois foi exibido em 17 de agosto de 2024, no Armenian Film Festival Australia, e em 6 de setembro de 2024, no Armenian Film Festival em Los Angeles.